# Swertia shigucao
Swertia shigucao là một loài thực vật có hoa trong họ Long đởm. Loài này được Z.Y. Zhu miêu tả khoa học đầu tiên năm 1991.